# 봉아드리앙 자노 드 몽세
봉아드리앙 자노 드 몽세(Bon-Adrien Jeannot de Moncey, 1754년 7월 31일 ~ 1842년 4월 20일)는 프랑스의 군인이다. 1801년부터 1814년까지 프랑스 국가헌병대의 수석헌병총감으로 재직하였으며 1804년 프랑스 육군원수, 1808년 코넬리아노 공작으로 임명되었다.

## 생애

### 혁명 이전
몽세는 1754년 7월 31일 브장송 인근에 있는 작은 마을 몽세에서 변호사 프랑수아 앙투안 자노(Francois Antoine Jeannot)와 마리 엘리자베트 기욤(Marie Elisabeth Guillaume)의 차남으로 태어났다. 그의 아버지는 아들들도 법조인이 되기를 희망하여, 9살 된 몽세를 브장송의 콜레주에 입학시켰다.
그러나 군인이 되고 싶었던 몽세는 1768년 학교를 탈출하여 아버지 몰래 콩티 보병연대(Regiment de Conti Infanterie)에 자원입대했다. 6개월 만에 아버지에게 적발되어 학교로 돌려보내졌으나, 그는 몇 달 후 다시 탈출을 감행하여 샹파뉴 연대(Régiment de Champagne)의 척탄병이 되었다. 1774년에 프랑스 왕립헌병대 산하의 뤼네빌 영국헌병부대(Compagnie des Gendarmes anglais de Luneville)에 들어가 헌병이 되었고, 1779년에는 나소 보병연대(Régiment de Nassau Infanterie)에 소위로 재입대했다.

### 프랑스 혁명전쟁기

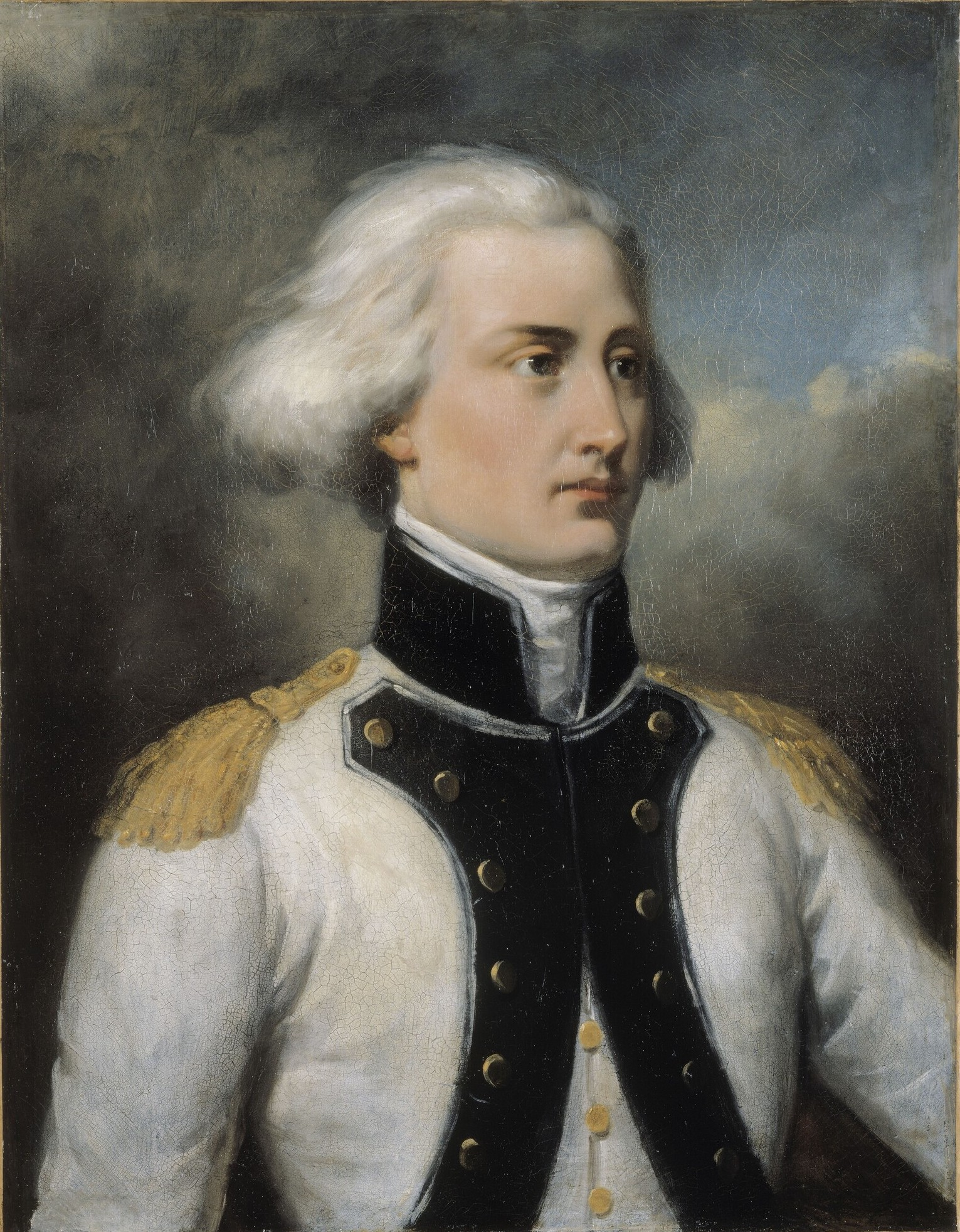
1792년의 몽세

프랑스 혁명전쟁이 일어났을 때 몽세의 부대는 서피레네군(Armée des Pyrénées occidentales)에 소속되어 에스파냐 전역으로 이동하게 되었다. 1793년 6월 6일 샤토피뇽 전투(Combat de Château-Pignon)에서 공을 세워 소령으로 진급한 것을 시작으로, 그는 빠르게 승진하여 이듬해 6월 21일 소장이 되었다. 8월 21일에는 자크 레오나르 뮐레(Jacques Leonard Muller)장군의 뒤를 이어 서피레네군 사령관으로 임명되었으며, 오르바이세타 전투(Bataille d'Orbaizeta)에서 에스파냐군을 격퇴하고 빌바오 시의 항복을 받아냈다.
그러나 에스파냐와의 전쟁이 마무리된 후인 1797년 10월 26일, 몽세는 장 샤를 피슈그뤼 장군과의 친분이 문제가 되어 모든 직위에서 해임당했다. 이 사건으로 인해 그는 무능한 총재정부와 500인회에 불만을 품게 되었고 나폴레옹의 브뤼메르 18일 쿠데타를 지지했다. 나폴레옹은 그를 제 19군관구 사령관으로 기용했다.
1800년 5월, 몽세는 구 헬베티아군으로 구성된 라인군(Armee du Rhin)의 우익을 지휘하여 나폴레옹과 함께 알프스를 넘었다. 나폴레옹이 마렝고 전투에서 승리를 거두는 동안, 그는 밀라노를 방어하고 롬바르디아주 일대의 치안을 유지했다.

### 나폴레옹 전쟁기
1801년 12월 3일, 몽세는 프랑스 국가헌병대의 수석총감으로 임명되었다. 그는 1814년까지 헌병총감으로써 국가헌병대의 개혁과 재편을 담당했다.
1807년 12월, 몽세는 대서양연안국경경비군단(Corps d'observation des côtes de l'Océan)의 지휘관으로 임명되어 에스파냐로 이동했다. 그러나 1808년 5월 2일 마드리드에서 시민봉기가 발생하고 프랑스군이 이를 강경 진압하자 에스파냐 전역에서 프랑스군에 대항하는 반란이 일어났다. 몽세는 에스파냐 방면군 제3군단을 지휘하여 발렌시아까지 진격하였으나 발렌시아를 함락시키지 못하고 퇴각했다.

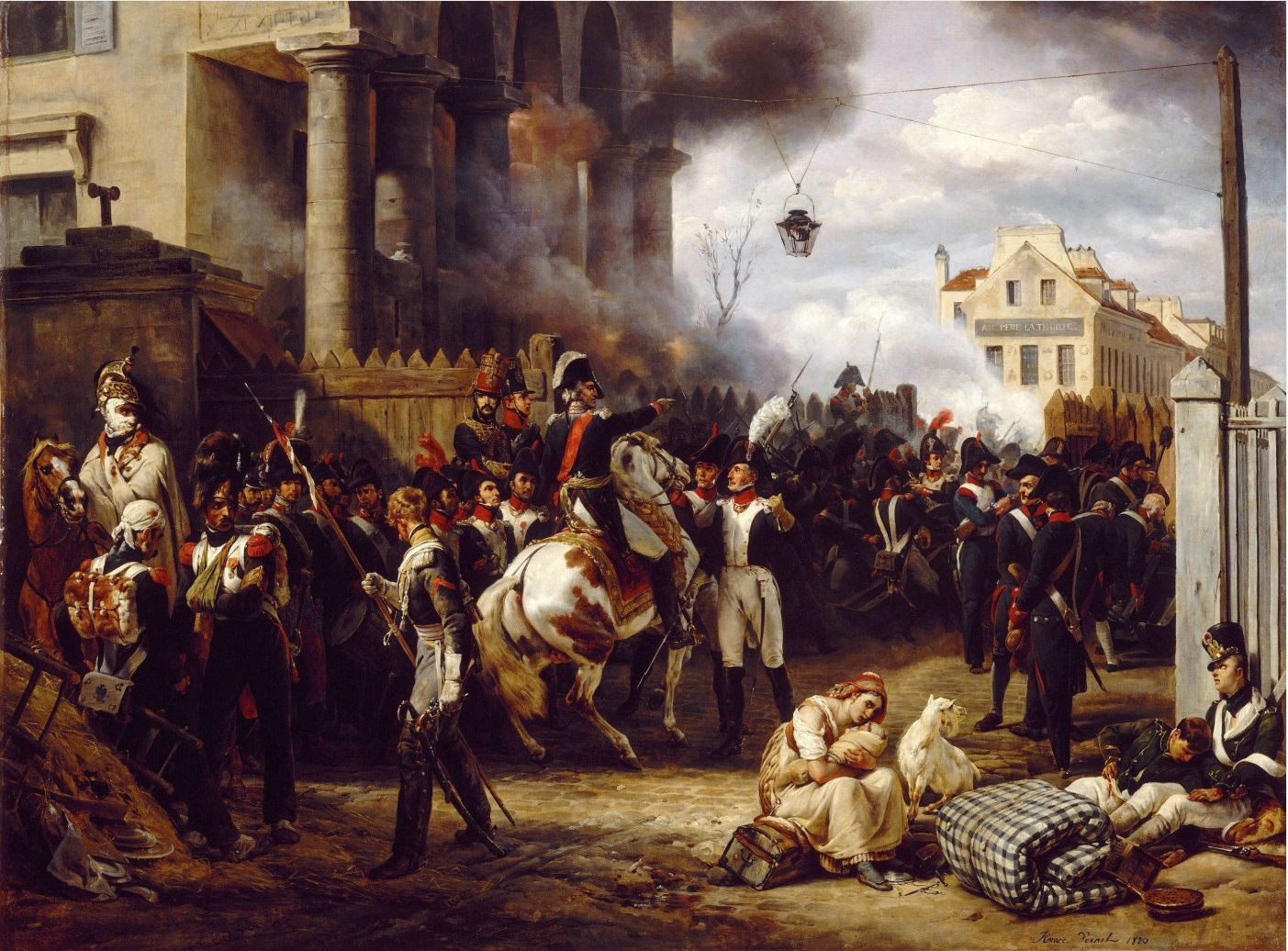
파리 전투에서의 몽세

11월 5일, 나폴레옹이 에스파냐에 도착하자 전황이 바뀌기 시작했다. 몽세는 장 란 원수, 미셸 네 원수와 협력하여 투델라 전투에서 승리를 거두고 사라고사로 진격했다. 그러나 1809년 1월 2일까지 사라고사가 함락되지 않자 나폴레옹은 사라고사 포위전의 지휘관을 장 앙도슈 쥐노 장군으로 교체하고 몽세를 프랑스로 소환했다.
1814년 1월 8일, 몽세는 파리 국민위병의 지휘관이 되어 3월 30일의 파리 전투에 참전했다. 그는 클리시의 바리케이드 뒤에서 분전하였으나 파리는 제6차 대프랑스 동맹군의 손에 함락되었다. 4월 1일, 그는 국민위병의 지휘권을 반납하고 나폴레옹이 있는 퐁텐블로로 향했다. 나폴레옹이 퇴위를 결정하자 몽세는 파리로 돌아왔으며, 루이 18세의 뜻에 의해 헌병총감 직책을 유지할 수 있었다.

### 부르봉 왕정복고
백일천하 때, 몽세는 나폴레옹을 외면할 수는 없지만 자신을 우대해 준 루이 18세를 배신하는 것도 옳지 않다고 생각했다. 따라서 그는 누구의 편도 들지 않고 자택에 칩거했으며, 전후 미셸 네 원수의 재판에도 참석하지 않겠다는 뜻을 밝혔다. 그러나 이로 인해 국왕의 노여움을 사서 모든 직위와 칭호를 박탈당하고 2개월 동안 감금되었다. 1816년 2월 루이 18세는 몽세를 사면하고 그의 공작위와 원수 칭호를 되돌려주었다.

### 말년
1840년 12월 15일, 몽세는 앵발리드에서 거행된 나폴레옹의 국장 행사에 참여했다. 그로부터 약 1년 반 뒤인 1842년 4월 20일, 그는 파리의 자택에서 노환으로 사망했다. 그의 유해는 앵발리드에 안장되었다.

## 가족관계
몽세는 1790년 샤를로트 프로스페르 르미예(Charlotte Prospère Remillet)와 결혼하여 2남 2녀를 두었다.
- 부인 : 샤를로트 프로스페르 르미예(1762~1842), 법조인 클로드 앙투안 르미예의 딸
  - 장녀 : 안 프랑수아즈 자노 드 몽세(1791~1842)
  - 장남 : 봉 마리 자노 드 몽세(1792~1817)
  - 차남 : 봉 나폴레옹 자노 드 몽세
  - 차녀 : 잔 엘렌 자노 드 몽세(1807~1853)